# شهرستان مرکی
شهرستان مرکی (به قزاقی: Меркі ауданы، مەركى اۋدانى}} یک سکونتگاه مسکونی در قزاقستان است که در استان جامبیل واقع شده‌است.

## خصوصیات
شهرستان مرکی ۸۱٬۷۱۲ نفر جمعیت دارد.